# منقل (دشتی)
منقل، روستایی است از توابع بخش مرکزی شهرستان دشتی استان بوشهر ایران.

## جمعیت
این روستا در دهستان مرکزی دشتی قرار دارد و بر اساس سرشماری سال ۱۳۸۵ آمار رسمی جمعیت آن (۴ خانوار) ۱۰ نفر بوده‌است.